# Minoïe
Pour plus de détails, voir Fiche technique et Distribution.
Minoïe est un film français d'animation de Jean Jabely et Philippe Landrot sorti en 1981. C'est un dessin animé humoristique et écologique dans lequel le souverain totalitaire bête et méchant d'une île industrialisée et militarisée se trouve aux prises avec les habitants de l'île voisine qui vivent selon un mode de vie proche de la nature.

## Synopsis
Dans un pays fictif qui rappelle beaucoup les îles de l'Océan Pacifique, au XXe siècle, deux sociétés très différentes se sont développées sur deux îles voisines. Sur l'une, les habitants ont un mode de vie recourant peu à la technologie ; ils vivent en harmonie avec la nature, se nourrissent de leur pêche, et sont gouvernés par un vieux sage, le Père. Tom le pêcheur vit sur cette île en compagnie de ses amis et de ses animaux familiers, un oiseau et un ourson. L'autre île, défigurée par les usines et les installations militaires, est gouvernée par Son Altesse le Prince, un homme stupide et vulgaire qui impose un régime totalitaire dans lequel il surveille personnellement chacun des habitants grâce à des caméras omniprésentes. Les habitants sont mécontents de leur sort mais le sourire est obligatoire et l'île a été proclamée « Île heureuse », mais les habitants de l'autre île l'appellent l'île des fous. Au début du film, le Grand Amiralissime, chef des armées du Prince, vient en hélicoptère sur l'île du Père pour tenter de la racheter et d'en reloger les habitants afin d'y faire des essais militaires ; mais les habitants refusent.
À l’aide du Grand Ordonnateur, le savant qui fait fonctionner les machines de l'île, et de Madame Astrac, son astrologue, le Prince surveille l’île pour parer à toute tentative de révolte. Lorsqu'il aperçoit une jeune femme, Minoïe, qui a des velléités de révolte, il en tombe néanmoins amoureux et décide d'en faire son épouse. Il la fait capturer et enfermer dans son jardin privé artificiel ; le Grand Ordonnateur confirme qu'elle est l'épouse idéale puisqu'elle a obtenu des résultats exceptionnels à ses tests d'intelligence, mais le Prince se soucie surtout de sa beauté. Dans le même temps, le bateau de Tom est pris dans une tempête et s'échoue sur la côte de l'« Île heureuse ». Il est interpellé par les gardes du Prince, qui, la première fois, le laissent aller contre la promesse qu'il repartira aussitôt. Tom reste le temps de recoudre sa voile déchirée. 
L'oiseau qui accompagnait Tom se faufile jusque dans le jardin artificiel, où il est écœuré par les chants électroniques des oiseaux artificiels, dont un sifflote en permanence La Marseillaise. Il fait la connaissance de Minoïe, qu'il fait rire pour la première fois. L'oiseau repart, non sans s'être moqué du Prince qui est accouru en voyant rire Minoïe et lui explique qu'il préfère les fleurs artificielles aux vraies (entre autres parce que les héritiers du trône ont toujours eu le rhume des foins). L'oiseau attire l'attention de Tom et lui fait rencontrer Minoïe, que le pêcheur s'efforce alors de délivrer, mais il se fait capturer à son tour. Le Grand Ordonnateur tente de lui faire passer des tests d'intelligence mais la façon de penser de Tom est si différente qu'il n'arrive à rien. Au fil du temps, des tensions se sont fait jour entre le Prince et le Grand Ordonnateur, puis entre le Prince et Madame Astrac, tous deux étant lassés de son intransigeance et de sa bêtise. Ils s'allient et aident Tom et Minoïe à s'évader, à la condition qu'ils quittent l'île, ce qu'ils font.
Le Prince découvre l'évasion et exige que le Grand Marchepied retrouve Minoïe dans l'heure. Le Grand Marchepied envoie sur l'autre île ses deux meilleurs agents, Dix-huit et Quarante-neuf. Ceux-ci découvrent la faune et la flore de l'île avec inquiétude puis avec ravissement et finissent par oublier leur mission pour rester sur l'île. Minoïe, accueillie sur l'île par Tom et ses amis, s'y habitue vite avec plaisir. Minoïe et Tom, amoureux, finissent par former un couple et se construisent une maison avec l'aide des villageois. 
Lorsqu'il se rend compte que les agents du Grand Marchepied ont échoué, le Prince, fou de rage, décide de se rendre personnellement sur place à bord de son navire de guerre, en compagnie du Grand Amiralissime. Parvenu en vue de l'île, il convoque le Père et menace de déclarer la guerre aux gens de l'île si Minoïe ne lui est pas livrée dans les cinq minutes. Mais, pendant ce temps, Madame Astrac et le Grand Ordonnateur, restés sur l'Île heureuse, ont fomenté un coup d'État avec la complicité du Grand Amiralissime. Au moment où Minoïe s'apprête à se livrer pour sauver l'île, Madame Astrac et le Grand Ordonnateur annoncent au Prince par radio qu'ils le déposent, parce qu'« il faudrait enlever toute responsabilité à un con tel que vous ! », et ordonnent au Grand Amiralissime de gagner le large. Lorsque le navire s'est éloigné, ils actionnent à distance son mécanisme d'autodestruction atomique. Éberlués, Minoïe et Tom assistent à l'explosion nucléaire. Au moins pourront-ils vivre en paix, tandis que l'autre île sera délivrée de la dictature du Prince.

## Fiche technique
- Titre français : Minoïe
- Réalisation : Jean Jabely et Philippe Landrot
- Scénario : Jean Jabely
- Animation : Philippe Landrot, Alberto Ruiz, Jean-Pierre Pernaton
- Technique : dessin animé.
- Musique : François de Roubaix, Francis Personne (Pema Music).
- Montage : Marie-Françoise Coquelet
- Production : Pierre Neurisse
- Studios de production : Dovidis (Pierre Neurisse), Les Productions du Tigre, Marubeni, Antenne 2.
- Distribution : Les Productions du Tigre (VHS)
- Durée : 80 minutes
- Format : couleur (Eastmancolor)
- Date de réalisation :  1979
- Date de sortie : France : 20 décembre 1981

## Distribution
- Pierre Guillermo : Tom
- Monique Thierry : Minoïe
- Henri Virlojeux : le Prince
- Francis Lax : le Grand Ordonnateur
- Paule Emanuele : Madame Astrac l'astrologue
- René Arrieu : le Père
- Yves-Marie Maurin : le jeune Pêcheur
- Roger Carel : le Grand Amiralissime
- Albert Augier : le Grand Marche-pied occulte

## Éditions en vidéo
Le film a été distribué en cassette vidéo VHS par Les Productions du Tigre en 1982,.